# Saurida pseudotumbil
Saurida pseudotumbil is een  straalvinnige vissensoort uit de familie van hagedisvissen (Synodontidae). De wetenschappelijke naam van de soort is voor het eerst geldig gepubliceerd in 1981 door Dutt & Sagar.
De soort staat op de Rode Lijst van de IUCN als Onzeker, beoordelingsjaar 2009.